# اوک ویوکالیفرنیا
اوک ویوکالیفرنیا (به انگلیسی: Oak View) یک منطقهٔ مسکونی در ایالات متحده آمریکا است که در شهرستان ونتورا، کالیفرنیا واقع شده‌است. اوک ویوکالیفرنیا ۵٫۰۸۲ کیلومتر مربع مساحت و ۴٬۰۶۶ نفر جمعیت دارد و ۱۶۴ متر بالاتر از سطح دریا واقع شده‌است.